# Cascades de Fumaça (Espírito Santo)
Les cascades de Fumaça (en portuguès brasiler, Cachoeira da Fumaça; «cascada de fum») són unes cascades brasileres situades al Parc estatal de Cachoeira da Fumaça, entre els municipis d'Alegre i Ibitirama, a l'Estat d'Espírito Santo. Es troba a la comarca de Caparaó i és un gran atractiu turístic. Té un desnivell de 144 metres, cau amb un gran volum d'aigua d'una muntanya, a una vall. La World Waterfall Database, un dels llocs web més coneguts sobre el tema de les cascades, va classificar Cachoeira da Fumaça do Espírito Santo com la noranta-tresena més impressionant del món.

## Parc estatal de Cachoeira da Fumaça
L'inici d'aquesta unitat de conservació es remunta a l'agost de 1984 on, mitjançant el Decret núm. 2791-E, es va expropiar la superfície inicial (24 ha). La constitució definitiva del Parc es va produir el febrer de 2009 mitjançant els Decret núm 2220-R i núm155-S. El Parc protegeix fonts i restes d'un tram conservat del riu Braço Norte Direito, afluent del riu Itapemirim. La regió està formada per fragments forestals de bosc de ribera i vegetació rocosa. Part de la zona de pastura es va restaurar amb espècies autòctones. Té senders ben senyalitzats i de fàcil accés. Al llarg del riu, el paisatge presenta cascades i ràpids. La seva flora està marcada per bromeliàcies, helicònies, Machaerium, entre d'altres, i la fauna està representada per animals rars com el lloro de Maximilià, l'alció gegant neotropical, la llúdriga i el petit gat salvatge.